# Paolo Carucci
Paolo Carucci (Caggiano, 14 agosto 1842 – Napoli, 1925) è stato uno storico italiano.

## Biografia
Insegnante ed appassionato della storia della sua terra natale, è noto per aver scoperto le Grotte di Frole e dello Zachito ed aver esplorato per primo le Grotte dell'Angelo.
Dopo i primi studi in paese, si trasferì a Napoli dove continuò a studiare fino a laurearsi in medicina con il massimo dei voti e sposò Grabriella della nobile famiglia Roberti. Non esercitò mai la professione medica: preferì insegnare nelle scuole superiori della città. Nel 1871 diede vita a La Rivista partenopea, un periodico bimestrale di lettere e scienze.
Era solito trascorrere le vacanze a Caggiano dove, oltre a visitare gratuitamente i compaesani ammalati più indigenti, compiva lunghe passeggiate alla ricerca di reperti antichi abbandonati nelle campagne. Proprio grazie ai suoi studi individuò in Ursento e negli Ursentini l'origine del suo paese natale, scoprì le Grotte di Frole e Zachito e per primo esplorò le Grotte dell'Angelo che descrisse in La Grotta preistorica di Pertosa (Napoli, 1907). In queste sue ricerche rinvenne numerosissimi resti di insediamenti umani preistorici ed ossa di anfibi, rettili, uccelli e mammiferi.
La ricca raccolta di reperti accumulata nel corso degli anni, per sua disposizione testamentaria fu donata nel 1932 al Museo provinciale di Salerno. Essa era costituita da parte dei reperti provenienti dagli scavi e dalle esplorazioni condotte tra il 1896 e il 1898 nella Grotta dell'Angelo (il resto è al Museo preistorico etnografico di Roma) e da recuperi effettuati in quegli anni nell'agro di Caggiano, nonché dal materiale rinvenuto nel deposito di una stipe votiva esterna, appena fuori della grotta, trovata nel 1907, che presenta una documentazione amplissima dall'età appenninica all'epoca romana.